# Petit-duc de Cuba
Margarobyas lawrencii
Genre
Espèce
Synonymes
- Gymnoglaux lawrencii Sclater & Salvin, 1868 (protonyme)
- Otus lawrencii (Sclater & Salvin, 1868)

Statut de conservation UICN

 LC  : Préoccupation mineure
Statut CITES
Le Petit-duc de Cuba (Margarobyas lawrencii), unique représentant du genre Margarobyas, est une espèce d'oiseaux de la famille des Strigidae.

## Répartition
Cette espèce est endémique de Cuba.

## Taxinomie
En 2013, le Congrès ornithologique international change le nom du genre de cette espèce en Margarobyas. En effet, Gymnoglaux est un synonyme junior du genre Gymnasio qui lui-même est inclus dans le genre Megascops. Il ne peut donc être utilisé pour désigner cette espèce.